# Jonathan Banks
Jonathan Ray Banks (Washington DC, 31 de gener de 1947) és un actor estatunidenc. El seu primer paper destacat va ser a les pel·lícules Airplane!, 48 Hrs. i Beverly Hills Cop. Ha rebut una gran aclamació per les seves interpretacions a Wiseguy i Breaking Bad. També apareix en la 5a temporada de Community, en el paper del professor de criminologia, Buzz Hickey.

## Biografia
Banks neix a Washington el 1947, la seva mare treballava per la CIA. Va anar a la Indiana University de Bloomington, on va ser company de classe de Kevin Kline, amb el qual durant els anys de col·legi va participar en una representació de l'obra teatral L'òpera dels tres rals.
Després haver abandonat els estudis per unir-se a una companyia teatral itinerant com a director d'escena, va marxar a Austràlia on es va quedar uns quants anys. El 1974 es va traslladar a Los Angeles on va continuar actuant en alguns teatres, abans de començar a aparèixer en petits rols de televisió.
La carrera de l'actor comença el 1976 actuant en la pel·lícula per la televisió A la conquesta de l'Oest, que derivarà després en una sèrie homònima. Sempre el mateix any participa per primera vegada també en un episodi d'una sèrie televisiva, actuant en un paper menor en un episodi de Barnaby Jones. El 1978 en canvi participa per primera vegada en una pel·lícula cinematogràfica, Tornar a casa, treballant al costat de Jane Fonda i Jon Voight.
Banks durant la seva carrera ha aparegut en nombroses produccions tan televisives com cinematogràfiques. Pel que fa a les sèries se'l pot veure en alguns episodis de Lou Grant, T.J. Hooker, Simon & Simon, Hardcastle & McCormick, Falcon Crest, Star Trek: Deep Space Nine, Women of the House i Diagnosis: Murder i més recentment en Alias, I-Ring, CSI - Escena del crim, Day Break, Dexter, i Lie to Me. A més ha format part del repartiment principal de les sèries Otherworld, Wiseguy i Fired Up. Gràcies a la seva interpretació a A més de la llei ha rebut una nominació als Premis Emmy 1989 en la categoria Millor actor no protagonista en una sèrie dramàtica.
Pel que fa al cinema se'l pot veure en canvi en Airplane! (1980), Frances (1982), Límit: 48 hores (1984), Gremlins (1984), Buckaroo Banzai (1984), Beverly Hills Cop (1984), Freejack  (1992), Flipper (1996), Crocodile Dundee in Los Angeles (2001), i En algun racó de la memòria (2007).
El 2009 obté el paper que l'ha fet més conegut del gran públic, el de Mike Ehrmantraut en la sèrie Breaking Bad. Aparegut com guest star en el darrer episodi de la segona temporada, entra a formar part del repartiment principal de la tercera temporada. Des del 2014 interpreta el mateix personatge en Better Call Saul, spin-off de la citada Breaking Bad.

## Filmografia

### Cinema

#### Llargmetratges
- 1978: Tornar a casa (Coming Home) de Hal Ashby: el mariner de la festa
- 1978: The Cheap Detective de Robert Moore: Cabbie
- 1978: Neu que crema (Who'll Stop the Rain) de Karel Reisz: el mariner
- 1979: The Rose de Mark Rydell: el organitzador de televisió
- 1980: Airplane! de Jim Abrahams, David Zucker i Jerry Zucker: Gunderson
- 1980: Stir Crazy de Sidney Poitier: Jack Graham
- 1981: Gangster Wars de Richard C. Sarafian: Dutch Schultz
- 1982: Frances de Graeme Clifford: Hitchhiker
- 1982: Límit: 48 hores (48 Hrs.) de Walter Hill: Algren
- 1984: Gremlins de Joe Dante: Brent
- 1984: The Adventures of Buckaroo Banzai Across the 8th Dimension) de W.D. Richter: el guarda de l'hospital Lizardo
- 1984: Beverly Hills Cop de Martin Brest: Zack
- 1986: Armats i perillosos (Armed and Dangerous) de Mark L. Lester: Clyde Klepper
- 1987: Cold Steel' de Dorothy Ann Puzo: « Iceman » Isaac
- 1988: Schyzo Dream de Sandor Stern: Pin (veu)
- 1989: Honeymoon Academy de Gene Quintano: Pitt[6]
- 1992: Freejack de Geoff Murphy: Michelette
- 1992: On és la pasta? (There Goes the Neighborhood) de Bill Phillips: l'elegant Harry
- 1993: Boiling Point de James B. Harris: Max Waxman
- 1994: Body Shot de Dimitri Logothetis: Simon Devereaux / Blake Donner
- 1994: Walker Texas 3: Deadly Reunion de Michael Preece: Shelby Valentine
- 1995: Alerta màxima 2 (Under Siege 2: Dark Territory) de Geoff Murphy: Scotty, el mercenari
- 1995: Last Man Standing de Joseph Merhi: l'inspector Frank « Doc » Kane[6]
- 1996: Flipper d' Alan Shapiro: Dirk Moran
- 1996: Dark Breed de Richard Pepin: Joseph Shay
- 1999: Let the Devil Wear Black de Stacy Title: Satch
- 1999: Foolish de Dave Meyers: Numbers
- 1999: Trash de Mark Anthony Galluzzo: el jutge Callum
- 2001: Downward Angel de Kevin Lewis: Herod
- 2001: Ellie Kanner: l'inspector
- 2001: Crocodile Dundee in Los Angeles de Simon Wincer: Milos Drubnik
- 2001: Proximity de Scott Ziehl: Price
- 2002: R.S.V.P. de Mark Anthony Galluzzo: Walter Franklin
- 2002: Dark Blue de Ron Shelton: James Barcomb
- 2005: Circadian Rhythm de René Besson: Trejo
- 2006: Puff, Puff, Pass  de Mekhi Phifer: Lance
- 2007: En algun racó de la memòria de Mike Binder: Stetler
- 2008: Proud American de Fred Ashman: M.Moretti
- 2013: Identity Thief de Seth Gordon: Paul
- 2013: Watercolor Postcards de Rajeev Dassani: Ledball
- 2014: Bullet de Nick Lyon: Carlito Kane
- 2014: Authors Anonymous d'Ellie Kanner: David Kelleher
- 2014: Com matar el teu cap 2 de Sean Anders: l'inspector Hatcher
- 2015: Term Life de Peter Billings
- 2017: Mudbound de Dee Rees: Pappy McAllan
- 2018: The Commuter
- 2018: Incredibles 2
- 2019: El Camino: A Breaking Bad Movie: Mike Ehrmantraut

#### Curts
- 1974: Linda's Film on Menstruation de Linda Feferman: Johnny Stanton
- 2013: Roar d'Abe Scheuermann: Bernie Warren

### Televisió

#### Telefilms
- 1976: The Macahans de Bernard McEveety: Woodward
- 1977: Alexander: The Other Side of Dawn de John Erman: Michael
- 1977: The Girl in the Empty Grave de Lou Antonio: Courtland Gates
- 1977: The Night They Took Miss Beautiful de Robert Michael Lewis: Buck
- 1978: The Fighting Nightingales de George Tyne: un pacient
- 1979: The Ordeal of Patty Hearst de Paul Wendkos:
- 1979: She's Dressed to Kill de Gus Trikonis: Rudy Striker
- 1980: Rabia! de William A. Graham: l'habitant no 2
- 1980: Desperate Voyage de Michael O'Herlihy: Louis
- 1983: The Invisible Woman d'Alan J. Levi: Darren
- 1983: Murder Me, Murder You de Gary Nelson: Janos Saracen
- 1984: Nadia de Alan Cooke: Gheorge Comaneci
- 1984: Boys in Blue de Gary Nelson: Slick Slim
- 1984: Jessie: Ernie Ross
- 1986: The Fifth Missile de Larry Peerce: Ray Olson
- 1986: Assassí de Sandor Stern: Earl Dickman
- 1986: Who Is Julia? de Walter Grauman: Jack Bodine
- 1987: Downpayment is Murder de Waris Hussein: l'inspector McKenzie
- 1991: Don't Touch My Daughter de John Pasquin: Ryter
- 1993: Sense testimonis (Blind Side) de Geoff Murphy: Aaron
- 1993: Marilyn and Bobby: Her Final Affair de Bradford May: Joe Scoman
- 1994: Shadow of Obsession de Kevin Connor: Keegan
- 1996: Harvey de George Schaefer: C. J. Lofgren, el xofer de taxi
- 1997: Melanie Darrow de Gary Nelson: Arthur Abbot
- 1997: A Thousand Men and a Baby de Marcus Cole: el pare O'Riley
- 1998: Dollar for the Dead de Gene Quintano: el coronel Skinner
- 1999: Outlaw Justice de Bill Corcoran: el xèrif Conklin
- 1999: Millennium Man de Bradford May: Dr. Eisenberg
- 2007: Murder 101: College Can Be Murder de John Putch: l'inspector Frank Chambers
- 2009-2012: Breaking Bad
- 2013: Bloodline de Peter Berg: Leo Killpriest
- 2015-en progrés: Better Call Saul

## Premis i nominacions

### Nominacions
- 1989: Primetime Emmy al millor actor en sèrie dramàtica per Wiseguy
- 2013: Primetime Emmy al millor actor en sèrie dramàtica per Breaking Bad